# Naturaleza del franquismo

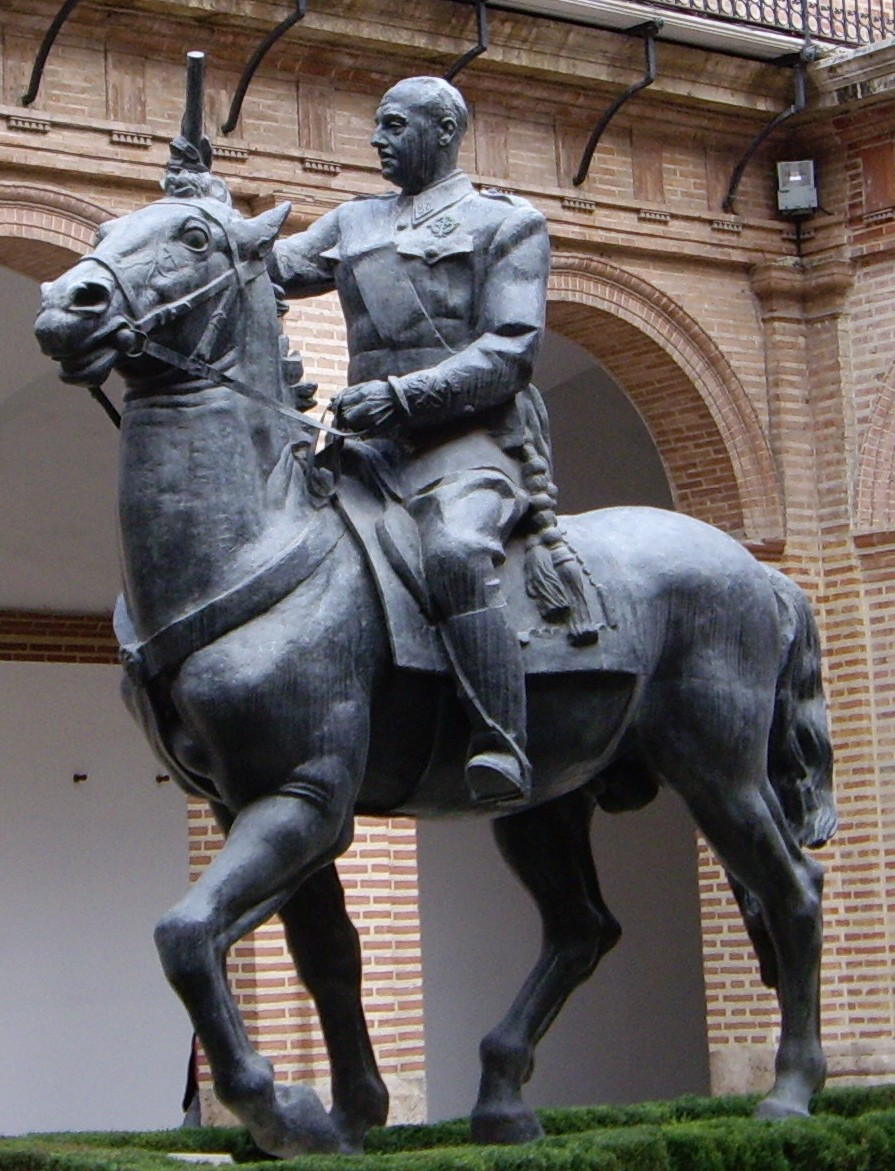
Estatua ecuestre del Generalísimo Franco, obra del escultor José Capuz, que se encontraba en la plaza del Caudillo (actual plaza del Ayuntamiento) de Valencia. Fue inaugurada en 1964 con motivo de la celebración de los «XXV Años de Paz». Fue retirada de la plaza en 1983 y trasladada a la sede de la Capitanía General de Valencia en el Convento de Santo Domingo. En aplicación de la Ley de Memoria Histórica fue llevada en 2010 a un acuartelamiento de Bétera, donde se encuentra en la actualidad.

La naturaleza del franquismo es el nombre que recibe el largo, intenso e inacabado debate historiográfico sobre qué tipo de régimen político (y de «modelo de dominación social») fue la dictadura franquista que surgió de la victoria del bando sublevado en la guerra civil española (1936-1939) y que finalizó con la muerte del dictador Francisco Franco el 20 de noviembre de 1975. El debate, en el que han intervenido historiadores, politólogos, sociólogos y juristas (y también protagonistas de los hechos), ha girado en torno a dos posturas fundamentales: los que defienden que el franquismo fue un régimen fascista y los que siguiendo la propuesta del politólogo Juan José Linz, hecha en 1964, lo consideran un régimen autoritario, pero no fascista. Aunque las dos posturas han ido acercándose a lo largo de los años no se ha alcanzado un consenso sobre el tema. Para salir del callejón sin salida en que se encontraba el debate el historiador Ismael Saz propuso en 1993 considerar al franquismo como un régimen fascistizado, alternativa que fue aceptada por algunos historiadores y que cuando menos introdujo en el debate el concepto de fascistización. 
En el año 2000 el historiador Enrique Moradiellos haciendo un balance del debate afirmó que «no cabe duda de que la polémica ha sido muy fructífera y ha contribuido a replantear críticamente el carácter y rasgos definitorios del peculiar sistema político encabezado por el general Franco y las razones de sus indudables fundamentos sociales y prolongada vigencia y duración histórica».

## Los inicios del debate (1936-1964)
El debate sobre el tipo de régimen político que era el franquismo comenzó ya durante la guerra civil española. El bando republicano utilizó el término «fascista» para denominar al bando sublevado (mientras que este calificaba de «rojos» o «comunistas» a sus enemigos) en cuanto que representaba «un movimiento reaccionario, contrarreformista y contrarrevolucionario». Pero no todos estaban de acuerdo en que los insurgentes fueran capaces de construir un verdadero régimen fascista, empezando por el propio presidente de la República Manuel Azaña, quien en octubre de 1937 escribió en su diario:

Hay o puede haber en España todos los fascistas que se quiera. Pero un régimen fascista no lo habrá. Si triunfara un movimiento de fuerza contra la República, recaeríamos en una dictadura militar y eclesiástica de tipo tradicional. Por muchas consignas que se traduzcan y muchos motes que se ponga. Sables, casullas, desfiles militares y homenajes a la Virgen del Pilar. Por ese lado, el país no da otra cosa. Ya lo están viendo.

La opinión de Azaña coincidía sorprendentemente con la del líder del hasta entonces minúsculo partido fascista español Falange Española de las JONS José Antonio Primo de Rivera encarcelado en Alicante, quien poco antes de ser condenado a muerte y fusilado el 20 de noviembre de 1936 por su apoyo al «Alzamiento Nacional» había escrito: «¿Qué va ocurrir si ganan los sublevados? Un grupo de generales de honrada intención, pero de desoladora mediocridad política. Puros tópicos elementales (orden, pacificación de espíritus…) Detrás:… la falta de todo sentido nacional de largo alcance».
El punto de vista de Azaña era, sin embargo, muy minoritario en el bando republicano. La inmensa mayoría de sus integrantes, y especialmente las organizaciones y partidos obreros, llamaban «fascistas» a los insurgentes influidos por el sentido que le había dado al término en 1933 la III Internacional: el fascismo es «la dictadura abierta y terrorista de los elementos más reaccionarios, más chauvinistas y más imperialistas del capital financiero». El término ya había sido muy empleado por las izquierdas antes de la guerra para referirse a la actuación de las derechas católicas y monárquicas.  El socialista «largocaballerista» Luis Araquistáin, que en 1934 había expresado sus dudas de que en España pudiera triunfar el fascismo («En España no puede producirse un fascismo de tipo italiano o alemán»), en febrero de 1936 ya hablaba de la existencia de un «fascismo sin disfraz, adaptado a las realidades españolas», «apoyado especialmente en la propiedad territorial, en la Iglesia católica y en Ejército», aunque afirmaba que era «más parecido al de Austria y Portugal que al de Italia y Alemania». Por otro lado, referirse al bando contrario con el término «fascista», «subrayando casi exclusivamente su dimensión social y rebajando o anulando su formato político» (una coalición de «curas, aristócratas, generales cobardes y señoritos fascistas», decía el PCE), servía para unir más estrechamente al bando propio identificado por esta razón con el «antifascismo». No es casualidad que uno de los eslóganes de la propaganda republicana fuera: «Acabar con la canalla fascista».

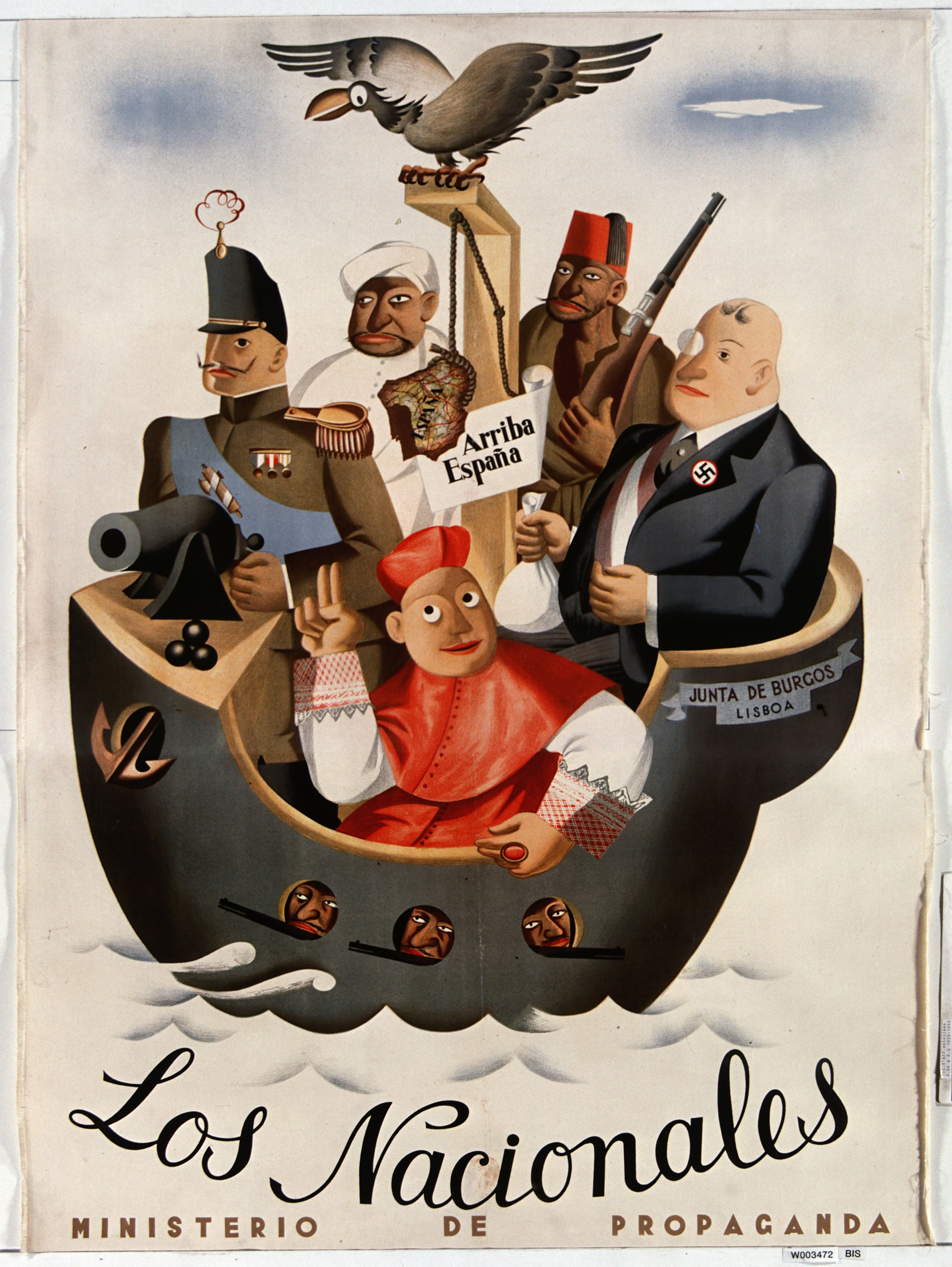
Cartel de propaganda del bando republicano en el que se muestran caricaturizados los integrantes del bando sublevado («Los nacionales»). Además del Ejército, la Iglesia y los «moros», aparece un capitalista con monóculo y la esvástica nazi.

El bando sublevado se llamó a sí mismo «nacional», pero lo cierto fue que no les faltaban razones a los republicanos para calificarlo como «fascista» debido a la ayuda que estaba recibiendo de la Alemania nazi y de la Italia fascista y a que la construcción del «Nuevo Estado» se estaba haciendo en gran medida a semejanza de estos «regímenes totalitarios» (partido único, saludo fascista, retórica corporativa, exaltación del ‘’Caudillo’’, uso del término «Estado totalitario» en los textos legales y en los discursos, etc.). En un informe enviado a Londres a finales de 1937 por diplomáticos británicos destinados en España se decía que la España franquista mostraba «una gran absorción de los métodos e ideas del fascismo italiano» y en otro que «lo que está surgiendo en el territorio de Franco hoy es una forma de nacional-socialismo inspirado tanto por Alemania como por Italia, aunque más por ésta que por aquélla».

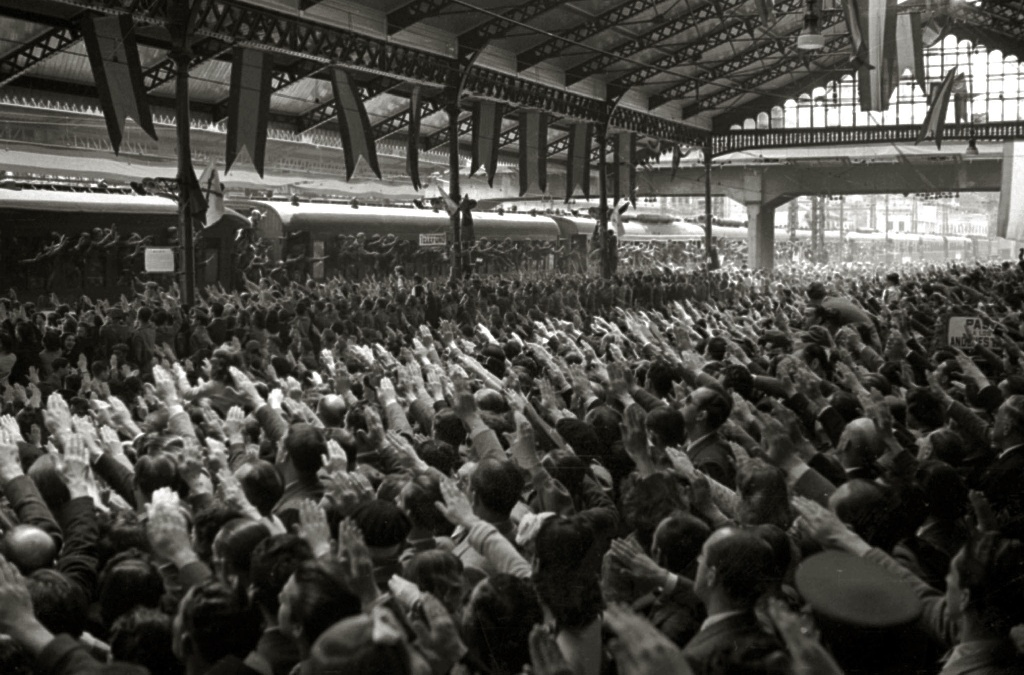
Llegada de integrantes de la División Azul a la Estación del Norte de San Sebastián, siendo recibidos por la multitud con el saludo fascista (1942).

Terminada la guerra civil, los vencidos siguieron calificando desde el exilio al régimen instaurado por el general Franco como «fascista», a lo que contribuyó el propio ‘’Caudillo’’ con su alineamiento con el Eje y con sus discursos de exaltación de los «regímenes totalitarios». Así lo consideraron también buena parte de los académicos y de la opinión pública de los países aliados que combatían a las potencias fascistas. Tras la derrota de estas la identificación del franquismo con el fascismo se acentuó y se generalizó aún más. Prueba de ello fue la condena formal del régimen de Franco aprobada por la Asamblea General de las Naciones Unidas en diciembre de 1946:

En origen, naturaleza, estructura y conducta general, el régimen de Franco es un régimen de carácter fascista, establecido en gran parte gracias a la ayuda recibida de la Alemania nazi de Hitler y de la Italia fascista de Mussolini.

En los medios académicos se siguió considerando al franquismo como un «régimen fascista», entre otras razones porque la definición de lo que era el «fascismo» ―entendido como sinónimo de «reacción»― seguía siendo deudora de la que había formulado la III Internacional. Así, el fascismo era explicado por su función social: era el instrumento utilizado por la burguesía para defender el orden capitalista amenazado por las organizaciones obreras e impedir el triunfo de la revolución socialista. Sin embargo en las décadas posteriores algunos autores marxistas «renovadores» comenzaron a cuestionar la relación estrecha entre fascismo y capitalismo establecida por la «ortodoxia» de la III Internacional, lo que suscitó dudas sobre si el franquismo se podía considerar como una dictadura estrictamente fascista (así lo advirtieron, por ejemplo,  Reinhard Kühnl o Nicos Poulantzas). Algunos se plantearon caracterizarla como bonapartista; otros la redujeron a una simple dictadura militar.

## El «debate Linz» (1964-1990)
En 1964 el sociólogo español Juan José Linz, profesor de la Universidad de Yale, publicó un artículo titulado «An authoritarian Regime: Spain» en el que cuestionaba la consideración del régimen franquista como «fascista»  y lo calificaba como un «régimen autoritario». Linz definía así los regímenes autoritarios:

Los regímenes autoritarios son sistemas políticos con un pluralismo político limitado, no responsable; sin una ideología elaborada y directora (pero con una mentalidad peculiar); carentes de una movilización política extensa e intensa (excepto en algunos momentos de su desarrollo), y en los que un líder (o si acaso un grupo reducido) ejerce el poder dentro de límites formalmente mal definidos pero en realidad bastante predecibles.

A partir de entonces (especialmente tras su publicación en castellano en 1974 por iniciativa del franquista «reformista» Manuel Fraga Iribarne) se abrió un largo e intenso debate ―también llamado el «debate Linz»―. El punto de partida de Linz era la teoría del totalitarismo formulada en plena guerra fría que definía dos tipos de regímenes políticos: las democracias liberales y los regímenes totalitarios, en los que se incluían el fascismo, el nazismo y el comunismo soviético. Tras analizar el régimen franquista Linz llegó a la conclusión que no se le podía aplicar la categoría de régimen totalitario (y mucho menos el de régimen democrático) por lo que concibió una categoría intermedia: régimen autoritario.

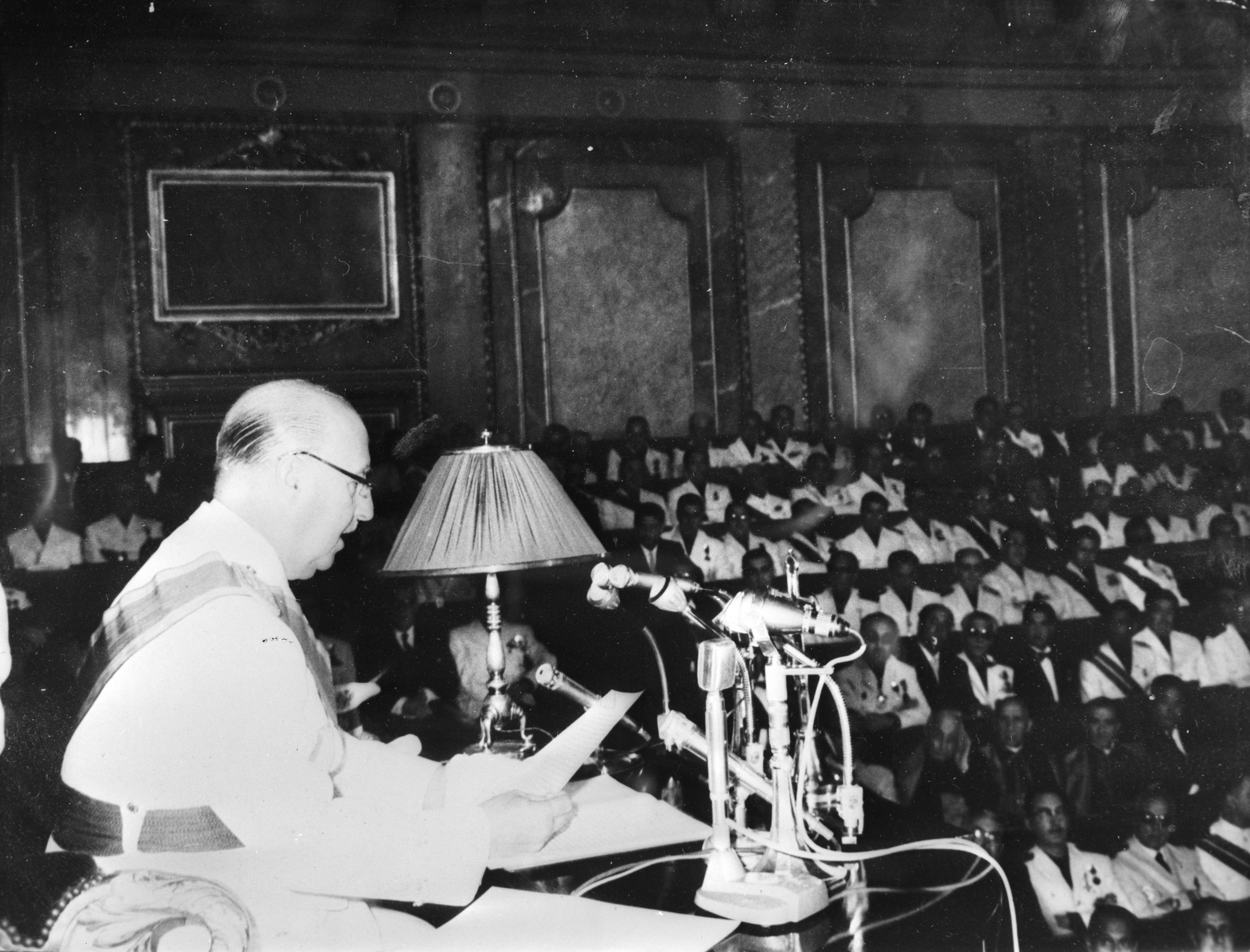
El Generalísimo Francisco Franco, con el uniforme del Movimiento, pronunciando un discurso en las Cortes (probablemente el 8 de julio de 1964, inaugurando la VIII Legislatura). Al fondo los procuradores, también de uniforme. En la parte inferior, tres obispos, también procuradores en representación de la Iglesia Católica.

El rechazo a la propuesta de Linz por parte de los historiadores, politólogos y sociólogos vinculados con la oposición antifranquista (a los que Ismael Saz ha denominado la «izquierda historiográfica») fue radical pues creían que lo que Linz pretendía era «blanquear» la dictadura franquista tomando como referencia exclusivamente los años sesenta y olvidando completamente el primer franquismo. De hecho destacados ideólogos y políticos franquistas se apuntaron a la tesis de Linz, como Ramón Serrano Suñer en su libro de 1973 Entre Hendaya y Gibraltar (olvidando, por ejemplo, que cuando él era ministro de la Gobernación Franco promulgó el Fuero del Trabajo de 1938 en el que se declaraba expresamente el carácter «totalitario» del régimen). En 1974, el mismo año en que se publicó el artículo de Linz en castellano, los sociólogos Eduardo Sevilla Guzmán y Salvador Giner publicaban en la revista antifranquista editada en París, Cuadernos de Ruedo Ibérico (número 43-45), un artículo en el que denunciaban que la tesis de Linz podía entenderse como una forma de «absolución» del régimen franquista al subrayar que no estaba exento «de caracteres benévolos o ampliamente tolerantes» (sin embargo Sevilla Guzmán y Giner no consideraban al franquismo como un régimen fascista,  incluido dentro del «absolutismo totalitario» o totalitarismo, sino que lo calificaban como «despotismo moderno» o «absolutismo despótico», en el que también incluían al salazarismo y a muchas dictaduras sudamericanas y africanas contemporáneas).
Pero la tesis de Linz no fue criticada exclusivamente por sus supuestas implicaciones «políticas» sino sobre todo por su carácter «formalista» y su falta de atención a las dimensiones sociales y clasistas de los regímenes políticos («la carencia de referencias a las clases y grupos sociales que apoyaban al régimen o se beneficiaban de él, o, viceversa, a las clases y grupos sociales que sufrían los efectos del régimen y estaban excluidos de sus beneficios»). Además se cuestionaron aspectos concretos de la definición propuesta por Linz como la «contraposición entre una “ideología” fascista (precisa, definida y centrada en sí misma) y una “mentalidad” autoritaria (amplia, difuminada y abierta a muchos componentes ideológicos); el carácter relativo del “pluralismo político limitado”, que sólo afectaría a las clases dominantes y ocultaría las concordancias políticas fundamentales en el seno de ese grupo; la posible confusión entre “desmovilización” (como apatía inducida desde el poder) y falta de muestras de rechazo u oposición entre las masas, olvidando la existencia de una disconformidad de fondo ahogada por el temor a la represión; etc.».
Los que seguían sosteniendo el carácter «fascista» de franquismo insistían, siguiendo la tradición interpretativa marxista del fascismo, en que en la definición del mismo no se podía obviar su «función social» contrarrevolucionaria y contrarreformista en un momento de una grave crisis capitalista. Entre ellos se encontraban Jordi Solé Tura (1968), José Luis López Aranguren (1976), Ignacio Sotelo (1977), José Félix Tezanos (1978) y Raúl Morodo (1985).
Una posición particular fue la defendida por Gino Germani que, recogiendo en parte la tesis de Linz, planteó en 1975 distinguir entre los «fascismos totalitarios», en los que incluía el alemán y el italiano, y los «fascismos autoritarios», entre los que se encontraría el franquismo. Germani afirmó que tanto «los objetivos como el significado histórico del régimen de Franco son típicamente fascistas. El que su formulación política pueda ser caracterizada como autoritaria es, seguramente importante, pero no menos que su sustancia fascista». Algo parecido hizo años después Enzo Colloti al diferenciar los «fascismos clásicos» de otros como el español, caracterizado por una fuerte presencia de la Iglesia, del Ejército y de los sectores tradicionales.

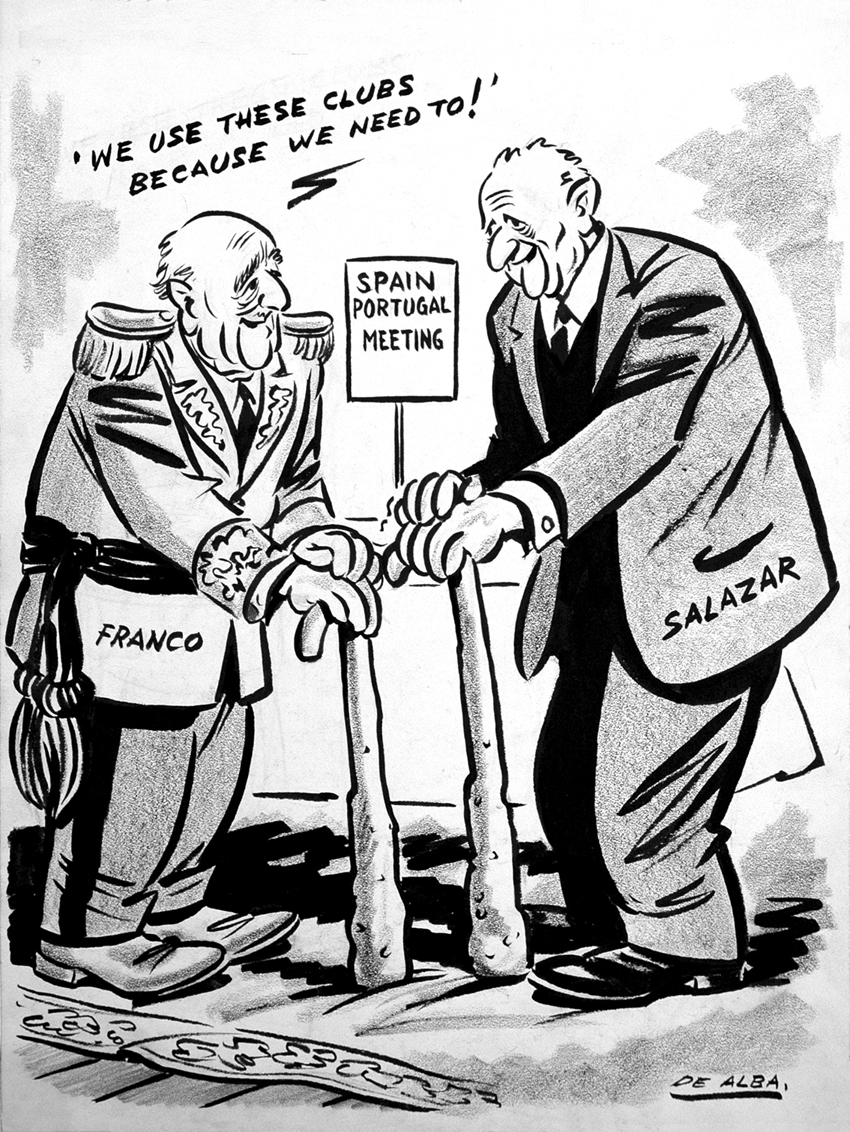
Caricatura de De Alba publicada por The Washington Daily News en la que los ancianos dictadores de España y de Portugal, Franco y Salazar, se reúnen para dialogar: «¡Usamos estos garrotes porque los necesitamos!».

A pesar de las críticas recibidas, la propuesta de Linz tuvo una amplia aceptación entre los historiadores, politólogos y sociólogos (como Amando de Miguel), aunque algunos de ellos introdujeron en ocasiones matices importantes. Unos de los primeros en asumir la tesis de Linz fueron Jorge de Esteban y Luis López Guerra que pocos meses después de la muerte del general Franco publicaban el libro La crisis del Estado franquista en el que consideraban que «la realidad de las fuerzas que componían el llamado Movimiento Nacional, como las facetas de sus propias peculiaridades, no permitían con certeza etiquetar tan simplemente el carácter del Régimen» como «fascista» y valoraban la propuesta de Linz como la «más aproximada a la realidad». Lo que sí afirmaban era que el «fascismo», aunque en sus «aspectos más reaccionarios y conservadores» («debido a la posición subordinada de Falange en la coalición franquista y la presión del catolicismo tradicional, así como ciertas aportaciones carlistas»), proporcionó al «conglomerado de fuerzas» que constituían el régimen la «cobertura ideológica» entre 1940 y 1956, etapa en la que «la concepción semifascista del Estado estuvo vigente». A partir de 1957 fue sustituida por «la concepción tecnocrática del Estado». El mismo año, 1977, en que se publicó La crisis del Estado franquista, Guy Hermet publicaba un artículo en francés en el que asumía la tesis de Linz al caracterizar al franquismo como «una especie de compendio del autoritarismo conservador contemporáneo».
En 1980 el historiador estadounidense Stanley G. Payne, que había dedicado su tesis doctoral a la fascista Falange Española de las JONS (“Falange: A History of Spanish Fascism”, 1961), se sumó a la posición de Linz de considerar al franquismo como un régimen autoritario en su libro Fascism: Comparison and Definition, aunque introdujo algunos matices importantes. Calificaba al régimen franquista en sus primeros años como «semifascista» («es innegable que el franquismo inicial contenía un importante componente de fascismo; pero estaba tan limitado en el marco de una estructura derechista, pretoriana, católica y semipluralista que probablemente sería más exacto aplicarle la categoría de “semifascista”»; «los parecidos entre este último régimen [de Mussolini] y el de Franco son bastante más grandes de lo que se cree a veces») y añadía que «si Hitler hubiera ganado la guerra, parece que no hay duda de que el franquismo se hubiera vuelto menos conservador y derechista, y hubiera adoptado una forma más radical y abiertamente fascista». Fue precisamente la derrota de las potencias fascistas en 1945 lo que aceleró el proceso de «desfasticización» iniciado en 1942 cuando el signo de la guerra comenzó a cambiar a favor de los aliados. Así se pasó de «un estado semifascista parcialmente movilizado a un régimen “autoritario burocrático” corporativista no movilizado», aunque el proceso de transición no terminó hasta bien entrados los años 1950 (de hecho el partido único FET y de las JONS nunca fue abolido, aunque «era mucho más frecuente darle el nombre de Movimiento Nacional, porque la designación vaga y abstracta parecía menos ofensiva en la nueva era socialdemócrata de Europa occidental», y «siguió sobreviviendo como residuo estrictamente burocrático»). «Se enterraron en silencio los Veintisiete Puntos de la Falange, sustituidos en 1958 por una lista de diez “Principios del Movimiento” anodinos».
En 1986 Julio Aróstegui en un capítulo del libro colectivo La guerra civil española. 50 años después utilizaba la expresión «régimen “caudillista” autoritario»  para calificar a la dictadura franquista («antes de concluir el diseño del propio Estado, Franco asumía la cuatro jefaturas: Estado, Partido, Gobierno y Ejército») y añadía: «es imposible hablar de un verdadero régimen y Estado fascista, si no es como mera cuestión de mimetismo formal. Ni el partido era el dueño del Estado, ni éste descansaba sobre aquél…». Dos años antes el jurista Juan Ferrando Badía en su libro El régimen de Franco. Un enfoque político-jurídico ya había caracterizado al régimen franquista como caudillismo («la figura del Caudillo era la institución capital del Régimen» y «solo era responsable ante Dios y ante la Historia»), aunque también lo había calificado como «un régimen autoritario y paternalista».
En 1988 Javier Tusell publicaba La dictadura de Franco en el que asumía la tesis de Linz pero prefería utilizar el término «dictadura no totalitaria», reservando el término «régimen autoritario» para los años sesenta. Para Tusell el régimen de Franco carecía del «componente moderno, secular y revolucionario» del totalitarismo fascista, aunque reconocía la existencia de importantes componentes fascistas en una primera fase del régimen (el de la «tentación fascista»). Como Payne, calificó como «semifascista» el periodo comprendido entre 1939 y 1941 (y al siguiente, de 1941 a 1945, como «pseudofascista»). En ese mismo año de 1988 Antonio Elorza definía al franquismo como una forma de cesarismo concretada en una «dictadura personal, de base militar, con un sistema represivo fascista». En un estudio posterior Elorza ratificó que «el fascismo estuvo ahí, en los símbolos y en los métodos represivos, pero el régimen fue antes que nada una dictadura militar».
A principios de la década de 1990 varios historiadores volvieron a insistir en el carácter «fascista» del régimen franquista basándose en su función social (y de clase) en defensa del orden capitalista amenazado, como Julián Casanova (1992) o Carme Molinero y Pere Ysas (1992). Estos últimos utilizaron la expresión «fascismo español», reconociendo su singularidad debido al protagonismo de los militares y del tradicionalismo católico. Julián Casanova, por su parte, señaló que «para preservar las condiciones de su supervivencia, ese régimen [franquista] tuvo que desprenderse con el tiempo de algunas de sus apariencias fascistas e incluso transformar las bases de sus dominio», pero el franquismo había que encuadrarlo dentro del fascismo porque  «cumplió la misma misión histórica, persiguió los mismos fines y, sobre todo, logró los mismos “beneficios” que los regímenes fascistas de Italia y Alemania… estabilizar y fortalecer las relaciones de propiedad capitalista y asegurar el dominio social y económico de la clase capitalista». Les respondieron varios historiadores, como Manuel Pérez Ledesma, que afirmaron que la «función social» o «misión histórica» del franquismo no justificaba en absoluto su consideración como «fascista» porque la estabilización del «dominio social y económico de la clase capitalista» se había realizado históricamente bajo diversas formas políticas, y no exclusivamente mediante el «fascismo». Para Pérez Ledesma «el franquismo fue algo más que una dictadura personal, pero también algo distinto del fascismo de otros países europeos».

## La búsqueda del consenso y el debate inacabado (1990-2020)

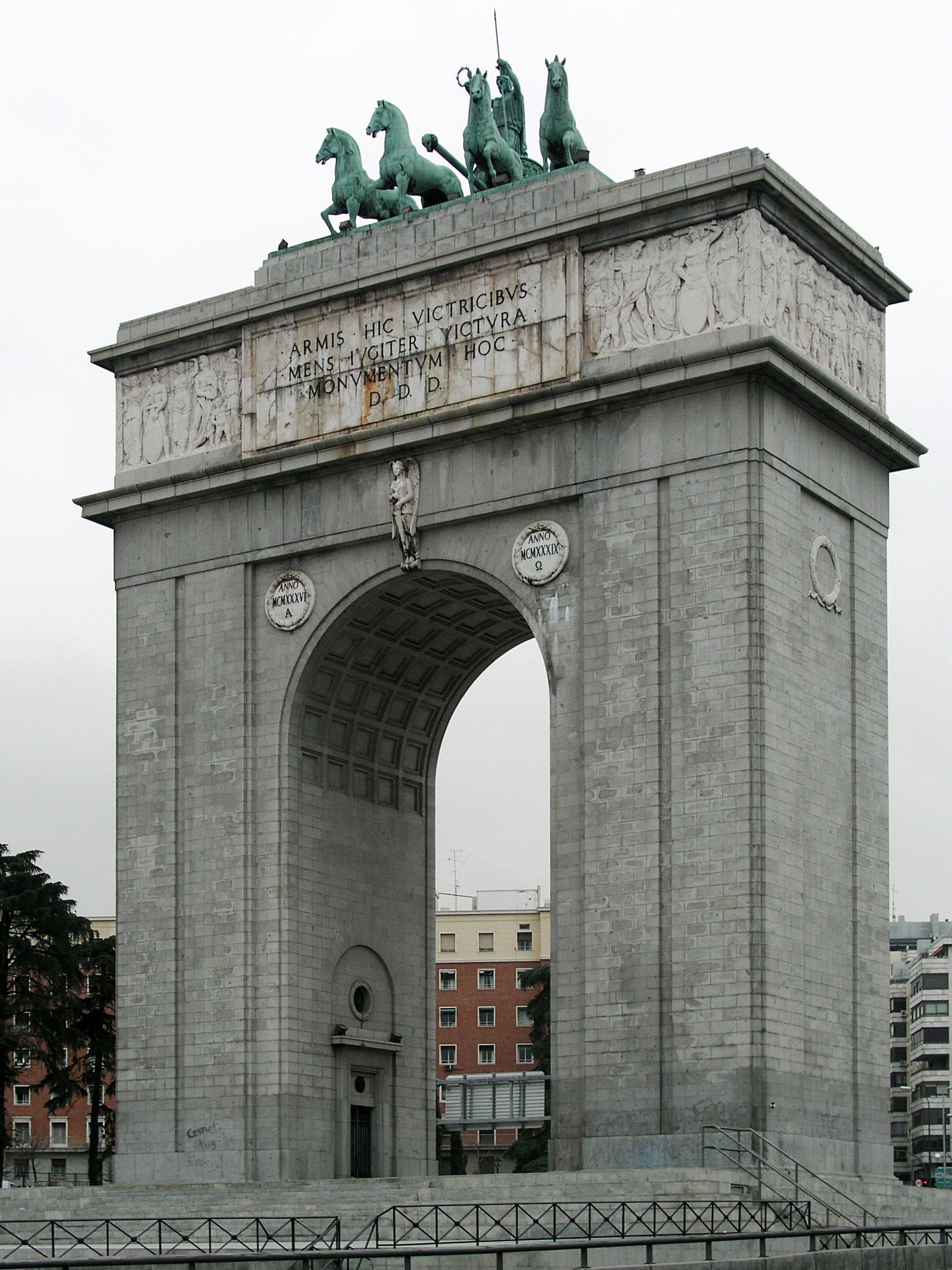
Arco de la Victoria, erigido en Madrid entre 1950 y 1956 en conmemoración del triunfo franquista en la Guerra Civil Española.

El mayor intento hecho hasta entonces de llegar a una posición de consenso fue la propuesta del británico Roger Griffin, en su libro The nature of fascism publicado en 1991, de encuadrar el franquismo en la categoría del «parafascismo», entendiendo por este, según Ismael Saz, «unos regímenes contrarrevolucionarios en los que el poder es detentado por las élites tradicionales y los militares pero que adoptan una fachada populista y toda una serie de instrumentos de organización y control propios de las dictaduras fascistas. Estos regímenes, siempre insuficientemente populistas, nacionalistas y palingenésicos, podrían cooperar con los movimientos fascistas genuinos pero con el firme propósito de desnaturalizarlos, cooptarlos y, en última instancia, neutralizarlos».
En 1993, dos años después de la publicación del libro de Griffin, Ismael Saz hizo un balance del «debate Linz» y constató que después de tres décadas se había producido un acercamiento entre las dos posturas («los elementos de acuerdo son mayores de lo que con frecuencia se supone», afirmó), ya que los defensores de la tesis del régimen autoritario reconocían la existencia de una fase inicial «semifascista» en el franquismo (como Stanley G. Payne o Javier Tusell),, e incluso el propio Linz había caracterizado ya al franquismo como un régimen autoritario «con componente fascista», y los que definían el régimen franquista como fascista, añadían algún tipo de matiz para diferenciarlo del «fascismo clásico». «En suma, podría señalarse la existencia de un cierto consenso que situaría al franquismo, bien entre los más fascistas de los regímenes que no lo eran, bien como el menos fascista y más “peculiar” de los que lo eran», afirmaba Ismael Saz.
Sin embargo, Saz creía que había que abandonar tanto el paradigma totalitario como el paradigma fascista marxista para salir del callejón sin salida, y proponía recurrir al concepto de fascistización. Así, siguiendo los pasos de Griffin (y su propuesta de incluir el franquismo en el «parafascismo»), planteaba considerar al franquismo una «dictadura fascistizada» («desde esta perspectiva, el franquismo, en tanto que régimen fascistizado se habría caracterizado por su capacidad para combinar ciertos elementos de la rigidez propia de los fascistas con la versatilidad y capacidad de maniobra de los no fascistas»). Con esta propuesta Saz consideraba que se captaba la «especificidad» del franquismo: «los elementos que le asemejan al fascismo lo diferencian nítidamente de las simples dictaduras de derechas o regímenes autoritarios; los que los distancian de aquél impiden su consideración como dictadura fascista. En la combinación de ambas facetas está la esencia del régimen franquista». Y eso es lo que, por otro lado, explicaría su larga duración: «lo que caracteriza a un régimen fascistizado es la capacidad de evolución; su “reversibilidad” hacia una dictadura conservadora o régimen autoritario». «La Europa fascista duró poco, pero una parte de la fascistizada bastante más. Tal vez tengamos que reconocer que en España y no en Italia, es donde hay que buscar el más perdurable de los legados del fascismo italiano». En una obra posterior, publicada en 1999, Saz afirmó que dentro de los regímenes europeos fascistizados del periodo de entreguerras, el de Vichy era el que presentaba mayores semejanzas con el franquismo.
| La dictadura franquista se basaba en la misma alianza antidemocrática y contrarrevolucionaria que la italiana o alemana, era tan represiva ―y en cierto sentido incluso más― que aquellas; | La correlación de fuerzas en el seno de la alianza contrarrevolucionaria no fue nunca favorable al sector fascista; su política represiva y aniquiladora de la oposición obrera y democrática sólo fue parcialmente acompañada de un esfuerzo de removilización o articulación de un consenso activo; hubo algo de política de plaza pero bastante más de cárcel, iglesia y cuartel; |
| Se estructuraba sobre la base de un partido único y en el principio del caudillaje; | El partido único fue realmente un partido unificado desde arriba y desde fuera; el caudillo no era la expresión, plasmación o concreción, de alguna forma de supuesta voluntad popular, sino en todo caso de la voluntad divina —por la gracia de Dios— y militar; |
| Tenía la misma concepción centralizada y uniformadora del Estado; copió buena parte de las instituciones esenciales del régimen fascista italiano;                                         | El Estado franquista era menos intervencionista y más respetuoso de la sociedad civil que el fascista, pero estaba también mejor estructurado, carecía, es decir, de las connotaciones anárquicas y darwinistas, propias, en mayor o menor grado, de los regímenes fascistas; |
| Adoptó algo parecido a una ideología oficial; | La ideología oficial podía ser o no una ideología pero desde luego no era una ideología fascista; |
| Instauró unas estructuras pretendidamente supraclasistas o corporativas y se refugió en la autarquía económica;                                                                            | Nadie creyó nunca al sindicalismo del Sindicato Vertical, y la autarquía más que obedecer a la lógica interna de los regímenes fascistas... conectaba perfectamente con las tendencias autárquicas, defensivas, de un capitalismo que más que en expansión hacia fuera buscaba protección frente al exterior;                                                                        |
| Anunció, como las dictaduras fascistas, su propósito de durar. | Quiso durar con mucho de la retórica e instrumentos del modelo fascista mientras existiese el dictador, para dejar paso después a una monarquía más o menos tradicional pero que, desde luego, poco tendría que ver ya con el fascismo. |

En 2001 Saz volvió a abordar la cuestión para afirmar que el «rasgo más distintivo» de la «dictadura fascistizada» franquista sería «su carácter de dictadura nacionalista», «en la doble vertiente que el concepto tenía por entonces en Europa, esto es, la antidemocrática y la esencialista». «Debe recordarse que ese discurso nacionalista constituiría el punto de encuentro ideológico entre las principales fuerzas políticas identificadas con el bando franquista. […] Todos los que se identificaron con el régimen, fueron igualmente responsables de la construcción e imposición de una idea de España uniforme, esencialista, eterna y excluyente. Por supuesto, todos ellos colaboraron con similar entusiasmo y determinación en la destrucción del más directo precedente de la España democrática y autonómica actual». En este sentido, según Ismael Saz, «como dictadura nacionalista, excluyente y antidemocrática, contribuyó decisivamente a desprestigiar la idea de España. Consecuentemente, fue el régimen político que más ha hecho históricamente en la línea de destrucción y desmembración de la nación española».
La tesis de Saz del franquismo como un «régimen fascistizado» ha sido asumida por algunos historiadores, y cuando menos el término fascistización ha sido incorporado al debate sobre la naturaleza del régimen. Enrique Moradiellos en su libro sobre la historia de la dictadura de Franco publicado en el año 2000 escribió: «El historiador Ismael Saz ha expuesto con rigor esta interpretación del franquismo como régimen fascistizado, potencialmente equidistante entre el modelo totalitario fascista y la mera dictadura autoritaria y capaz de evolucionar en uno u otro sentido». «Bajo esta perspectiva, el franquismo habría sido un régimen militar reaccionario que sufrió un proceso de fascistización notable pero inconcluso y finalmente truncado y rebajado por el resultado de la Segunda Guerra Mundial y la derrota de Italia y Alemania en la misma». Moradiellos añadía que «en gran medida, ese proceso de fascistización emprendido, truncado y luego revertido, es la razón de las dificultades de conceptualización del régimen franquista y es la clave de la subrayada capacidad evolutiva y adaptativa del mismo».

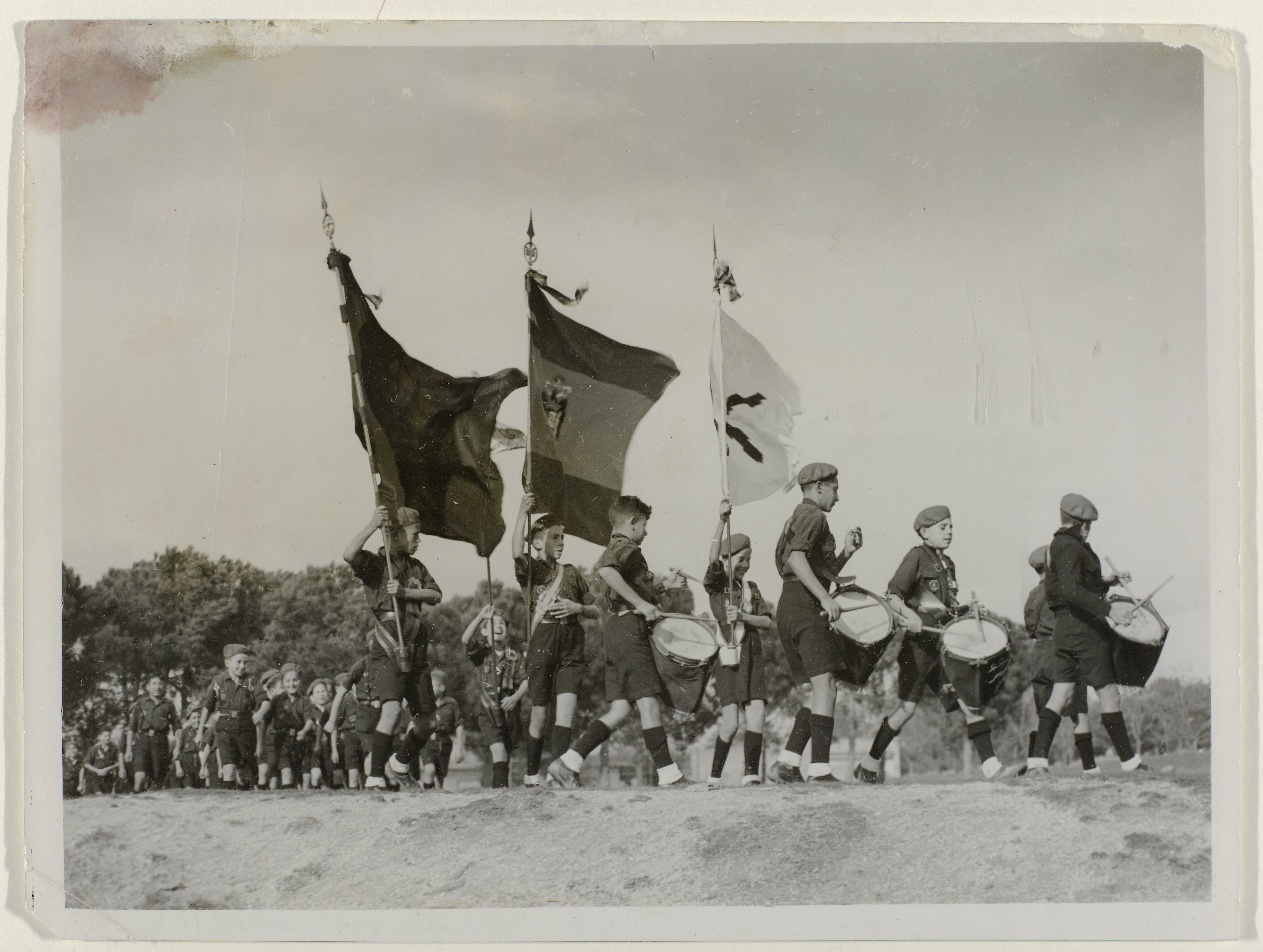
Desfile del Frente de Juventudes encabezado por las banderas de España (con el escudo franquista), de Falange y de la Comunión Tradicionalista (1941).

En 2004 el historiador estadounidense Robert O. Paxton en su libro The Anatomy of Fascism retomó la tesis de Linz de considerar el franquismo un régimen autoritario (también lo describía como una «dictadura tradicional» o una «dictadura militar»), porque sobre todo después de 1945 «basó su autoridad en pilares tradicionales como la Iglesia, los grandes terratenientes y el Ejército, encargándoles básicamente el control social en vez de la cada vez más débil Falange o el Estado». Paxton entendía que hubiera sido considerado «fascista» porque como otros regímenes autoritarios de los años 1930 adoptó «parte de la decoración de los fascistas triunfantes del periodo» («tomó prestados claramente algunos aspectos del régimen de su aliado Mussolini») y también a causa de la ayuda directa que recibió Franco de la Alemania nazi y de la Italia fascista durante la guerra civil («de hecho ayudar a los republicanos españoles a defenderse de la rebelión de Franco después de julio de 1936 constituyó la primera cruzada antifascista y la más emblemática») con las que se alineó durante la Segunda Guerra Mundial («los aliados trataron a Franco como un socio del Eje»), pero Franco «sumergió» al «pequeño partido fascista español, la Falange» «dentro de una organización aglutinadora amorfa que incluía a fascistas y monárquicos tradicionalistas, la Falange Española Tradicionalista y de las JONS». «Después de 1945 la Falange se convirtió en una asociación incolora de solidaridad cívica, a la que se aludía normalmente con el simple apelativo de “el Movimiento”. En 1970 se abolió incluso el nombre. Pero por entonces la España franquista hacía mucho que se había convertido en un régimen autoritario dominado por el Ejército, los funcionarios, los hombres de negocios y empresarios, los terratenientes y la Iglesia, sin apenas coloración fascista visible».
En 2010 Borja de Riquer en su libro La dictadura de Franco tituló el capítulo que dedicó a la naturaleza del régimen «El franquismo, un fascismo a la española». Según De Riquer el franquismo fue «evolucionando» (lo que explicaría la dificultad para caracterizarlo) pero a lo largo de sus casi cuarenta años de su existencia «no modificó en absoluto su primitiva esencia». «Desde 1939 el régimen franquista intentó crear unas instituciones políticas nuevas, difundir unos nuevos valores ideológicos y toda una nueva cultura política basándose tanto en la tradición antiliberal y reaccionaria de la extrema derecha española como en los nuevos valores ideológicos del fascismo. Por ello, el franquismo fue, en un sentido laxo, el fascismo español» (cursiva en el original). En su análisis De Riquer recurrió al concepto de fascistización propuesto por Saz, como ya había hecho Moradiellos, pero a diferencia de este último consideró que «el repliegue forzoso a fórmulas autoritarias más tradicionales» a partir de 1945, tras la derrota definitiva de los fascismos en la Segunda Guerra Mundial, no supuso la desaparición completa de «los elementos fascistas del régimen franquista» porque estos eran «consustanciales a su configuración inicial, ya desde la guerra civil, pese a que fueron modificándose posteriormente». Sin embargo, De Riquer reconoce, en lo que se aproxima a Moradiellos, que «a lo largo de más de treinta años las ideas y los proyectos más genuinamente fascistas fueron perdiendo progresivamente relevancia dentro del régimen franquista» y que este presenta «una serie de aspectos muy específicos y particulares» como la «debilidad del partido único», «el excepcional papel que desempeñará siempre el Ejército» y el «papel destacado de la Iglesia católica, como pilar legitimador del régimen de Franco».
En 2011 Joan Maria Thomàs en su libro Los fascismos españoles (reeditado en 2019) calificó al franquismo como «un régimen autoritario con un fuerte componente fascista, aunque no se puede caracterizar completamente como tal». «Aunque se fascistizó superficialmente, Franco retuvo siempre el poder concediendo algunas cuotas a unos gobiernos designados por él... Nunca fue cierto que la política estuviese tan sólo en manos del [partido único] FET y de las JONS. Por encima y por debajo de ella, hubo cierta pluralidad y familias políticas diversas. FET tuvo ministerios y su organización llegó a contar con masas de militantes, pero no controló ni hegemonizó nunca todo el poder. Tuvo su o sus parcelas».